# 알링턴 레니게이스
| 알링턴 레니게이스 |                                                                    |
| 콘퍼런스          | XFL 콘퍼런스                                                       |
| 디비전            | XFL : 웨스트 디비전 (2020년) 사우스 디비전 (2023년)                |
| 설립연도          | 2018년                                                             |
| 해체연도          |                                                                    |
| 역사              | 댈러스 레니게이스 (2018년~2020년) 알링턴 레니게이스 (2023년~현재)  |
| 경기장            | 촉토 스타디움                                                      |
| 연고지            | 텍사스주 알링턴                                                    |
| 소유주            | 폭스 코퍼레이션 대니 가르시아 드웨인 존슨 레드버드 캐피털 파트너스 |
| 회장              |                                                                    |
| 단장              |                                                                    |
| 감독              | 밥 스툽스                                                          |
| 리그 우승         | XFL : 1 (2023)                                                     |
| 콘퍼런스 우승     |                                                                    |
| 디비전 우승       | XFL : 1 (2023)                                                     |

알링턴 레니게이스(영어: Arlington Renegades)는 텍사스주 알링턴을 연고지로 하는 UFL XFL 콘퍼런스 소속 미식축구 팀이다. 홈 경기장은 촉토 스타디움이다.

## 역대 홈경기장
| 경기장            | 사용기간    | 수용인원 | 장소            | 비고 |
| ----------------- | ----------- | -------- | --------------- | ---- |
| 알링턴 레니게이스 |             |          |                 |      |
| 촉토 스타디움     | 2020년~현재 | 25,000명 | 텍사스주 알링턴 | 빈칸 |